# Thomas & vennerne: Jernbanens store helt
Thomas & vennerne: Jernbanens store helt (eng. Thomas & Friends: Hero of the Rails) er en animeret britisk film fra 2009 instrueret af Greg Tiernan. Filmen er animeret af selskabet HIT Entertainment i samarbejde.

## Medvirkende

### Danske stemmer[1]
- Povl Dissing
- Caspar Phillipson
- Ole Rasmus Møller
- Christiane Bjørg Nielsen
- Troells Toya
- Christian Damsgaard

### Engelske stemmer
- Michael Angelis
- Ben Small
- Teresa Gallagher
- Keith Wickham
- Matt Wilkinson
- Togo Igawa
- Michael Brandon
- Martin Sherman
- Kerry Shale
- William Hope
- Jules de Jongh
- Glenn Wrage
- David Bedella